# 阿蘇町一の宮町中学校組合立春牧中学校
阿蘇町一の宮町中学校組合立春牧中学校（あそまちいちのみやまちちゅうがっこうくみあいりつはるまきちゅうがっこう）は、熊本県阿蘇郡一の宮町（現・阿蘇市）にかつて存在した中学校。

## 沿革
- 1947年 - 宮地町阿蘇農業高等学校第二農場の敷地内に山田村立山田中学校開校。
- 1948年 - 山田村、中通村学校組合立春牧中学校となる。
- 1954年 - 阿蘇町一の宮町中学校組合立春牧中学校と改称。
- 1972年 - 阿蘇町立阿蘇中学校、阿蘇町立阿蘇北中学校、一の宮町立一の宮中学校に統合。